# Kloster Clairlieu

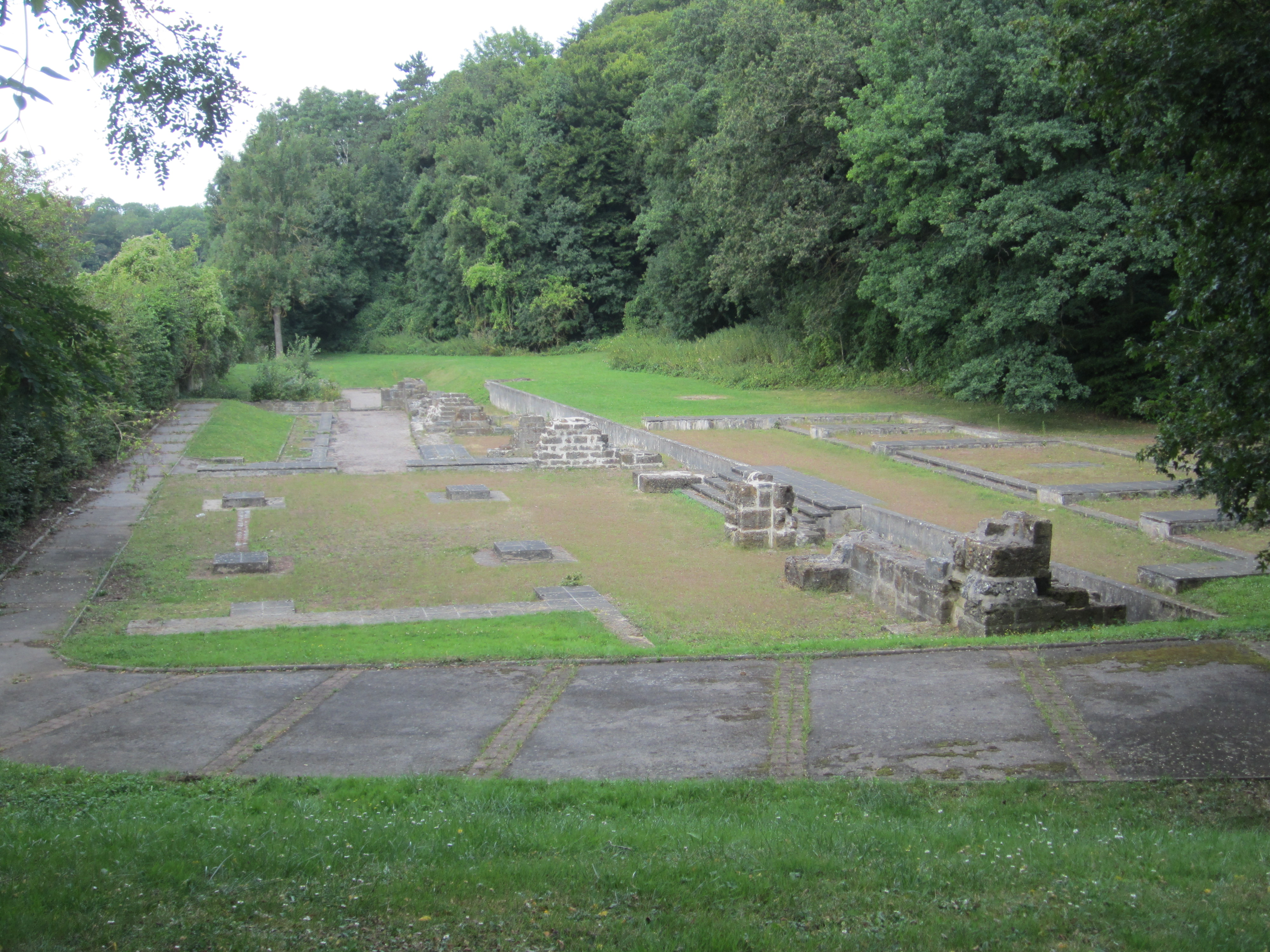
Ruinen der Abtei von Clairlieu (2012)

Das Kloster Clairlieu (lateinisch clarus locus, heller Ort) ist eine Zisterzienser-Abtei im französischen Département Meurthe-et-Moselle. Sie liegt südwestlich der Gemeinde Villers-lès-Nancy bei Nancy.

## Geschichte
Clairlieu wurde nach einer im Jahr 1150 erfolgten Stiftung von Graf Gérard II. von Vaudémont 1151 von Matthäus I., Herzog von Lothringen, † 13. Mai 1176, und seiner Frau Berthe gegründet. Die Mönche kamen aus Kloster Bithaine, einem Tochterkloster der Primarabtei Morimond. Die Zahl der Mönche betrug nie wesentlich mehr als ein Dutzend. In den Kriegen des 17. Jahrhunderts wurde das Kloster zerstört, bestand aber noch bis zum Jahr 1790. Zwischen 1980 und 1990 wurden von der Direction des Antiquités Historiques de Lorraine Ausgrabungen vorgenommen. Die Lage der Gebäude wurde im Grund markiert.
Herzog Matthäus I. wurde in Clairlieu begraben, ebenso wie seine Ehefrau, die Stauferin Bertha (Judith), † 1194/95, älteste Schwester des Kaisers Friedrich Barbarossa.
Das Kloster verfügte über die Grangien Gimées (heute Gimeys), Nouveau-Lieu, Hagnévillers, Bédon und La Foret.